# AM Геркулеса
AM Геркулеса (AM Her) — зоря в сузір'ї Геркулеса, прототип класу змінних зір типу AM Геркулеса або «полярів» — підкласу катаклізмічних змінних, у яких магнітне поле головної зорі (білого карлика) повністю визначає форму акреційного потоку системи. Її відкрив 1923 року Макс Вольф  у Гейдельберзі (Німеччина), під час рутинного пошуку змінних зір. Потім її внесли до загального каталогу змінних зір, як нерегулярну змінну з діапазоном зміни блиску від 12m до 14m видимої зоряної величини.

## Історія спостережень
Природа змінності зорі була незрозумілою до 1976 року. Берг (Berg) і Даті (Duthie) з Рочестерського університету спочатку запропонували, що AM Геркулеса може бути оптичним аналогом слабкого рентгенівського джерела 3U 1809+50, яке виявив астрономічний супутник UHURU. Вони відзначили, що змінна зоря перебуває недалеко від ділянки, на якій лежить слабке джерело рентгенівського випромінювання. Згодом, положення 3U 1809+50 визначили точніше й показали, що вони справді збігаються.
У травні 1975 року, Берг і Даті зробили перші  фотоелектричні спостереження AM Геркулеса. Вони виявили, що світло від зорі «постійно мерехтіло». Це швидке мерехтіння помітили й у двох інших зір, які були пов'язані з рентгенівськими джерелами, тому команда сподівалася, що AM Геркулеса може бути оптичним аналогом 3U 1809+50.
До травня 1976 року стало зрозуміло, що AM Геркулеса є дуже важливим об'єктом для спостереження і його потрібно дослідити настільки детально, наскільки це можливо. Чилійський астроном С. Тапіа (S. Tapia) в Університеті Аризони мав доступ до поляриметра й застосував його для спостереження зорі. У серпні 1976 року він відкрив, що в оптичному діапазоні AM Геркулеса має одночасно і лінійну, і кругову поляризацію. Виявлення змінної кругової поляризації здивувало, оскільки було відомо, що її мають лише 9 інших зір і всі вони були магнітними білими карликами. Наявність кругової поляризації в AM Геркулеса свідчить про наявність величезного магнітного поля. Таким чином, з'явився цілий новий клас магнітних катаклізмічних змінних, який назвали «полярами». Назву «поляр» запропонували польські астрономи Крземінський (Krzeminski) і Серковський (Serkowski) 1977 року.

## Система AM Геркулеса

Положення AM Геркулеса на мапі сузір'я

У системі AM Геркулеса магнітне поле навколо первинного білого карлика настільки сильне, що акреційний диск не може утворитися, як це відбувається в немагнітних катаклізмічних змінних. Речовина із зорі-супутника перетікає на білий карлик, поки не досягне точки, де магнітне поле домінує. У цей момент, енергія, що пов'язана з силовими лініями магнітного поля, набагато більша ніж енергія об'ємного потоку речовини, що надходить із вторинної зорі, і тому речовина вимушена прямувати уздовж силових ліній. Оскільки магнітне поле білого карлика має дипольну природу, то акреційний потік розпадається на дві частини, одна частина прямує до «північного» магнітного полюсу, а інша — до «південного». Силові лінії, що сходяться, стискають потоки речовини і спрямовують їх на крихітні плями акреції поблизу полюсів, радіуси яких близько 1/100 радіуса білого карлика. Ліллер (Liller) описує речовину на магнітних полюсах білого карлика як «екстремальне торнадо». Потоки речовини на магнітних полюсах також схожі на полярні сяйва Землі, де частинки сонячного вітру входять в атмосферу Землі біля магнітних полюсів .
Магнітне поле скеровує речовину на білий карлику у вигляді акреційної колони. Потенційна енергія перетворюється в кінетичну і потік врізається в білий карлик зі швидкістю приблизно 3000 км/с. У результаті кінетична енергія перетворюється на теплову й речовина розігрівається до таких високих температур, що більша частина енергії випромінюється у рентгені і жорсткому ультрафіолеті.
Встановлено, що магнітне поле білого карлика утворює подобу моста, таким чином, що магнітний полюс вказує напрямок, у якому рухається потік. Як результат, потоки речовини, перш ніж випасти в районі одного полюса, можуть текти до іншого полюсу, і лише пройшовши цей довгий шлях навколо білого карлика, випадають на його поверхню. Затемнення в системі AM Геркулеса показують геометрію цього потоку. Криві блиску свідчать, що маленькі акреційні плями на магнітних полюсах випромінюють близько половини загальної енергії, а другу половину випромінюють акреційні колони.